# 3元人民币
人民幣三元券，為第二套人民幣之一，面額為3元人民幣。由於該面值並不符合中國人的習慣，已於1964年5月15日停止收兌和流通，並在之後的各版中取消了這一面額。

## 歷史

### 第二套人民幣
3元券發行於1955年3月1日，正面圖景為永新龍源口橋，背面為國徽圖案以及「中國人民銀行叄圓」的漢（繁體）蒙藏維四種文字。紙幣整體色調為深綠色，鈔紙帶有空心五角星水印。

## 發行原因
解放初期，這時中國印鈔技術還很落後。當時前蘇聯，所流通之蘇聯盧布常用「三」的面額，有三戈比的硬幣和三盧布的紙幣。當時正是中國向蘇聯方全面學習的時期，所以在這方面也學習了盧布的面額體系。

## 鈔票版式
票幅長16公分（6.3吋），寬7.25公分（2.9吋），冠號三字冠、七號碼。雙面皆為凹印圖面配膠印底紋，正面的兩端各有繁體大寫「叄圓」字樣，上面標著馬文蔚題寫的「中國人民銀行」六字，下面標著「1953年」，正面圖景為井岡山龍源口橋，深綠色調；背面圖案為國徽及「中國人民銀行叄圓」的漢、蒙、藏、維四種文字，深綠色調；空心五角星水印。它於1953年印刷，1955年3月1日正式發行，於1964年5月15日停止收兌和流通，前後共使用了9年時間。

## 停止流通
由於中國在當時的防偽印刷能力不強，為防止國內外有人對貨幣進行偽造，這一券別連同1955年發行的5元券、1957年發行的10元券共三種大面額紙幣委託由蘇聯代印。中蘇交惡後，由於這3元、5元、10元券別的印版在蘇聯，同時新疆市場上發現了大量在蘇制的3元、5元和10元券人民幣贗品，為防止蘇方利用手中的印版印制「真版偽鈔」，中國人民銀行在1964年4月14日宣佈，蘇聯印制的3元、5元、10元於4月15日起只收不付，一個月後停止收兌全部作廢。
由於之後中國沒有重新發行3元面值的人民幣，所以這一面值的人民幣即在流通9年後從市場上消失。不少收藏愛好者將其稱作蘇三幣。